# 제시 제임스 (배우)
제시 제임스(Jesse James, 1989년 9월 14일 ~ )는 미국의 배우이다.

## 출연 작품
- 컨저링 하우스 (2018)
- 더 럭키 맨 (2017)
- 악토버 31 (2012)
- 데드 소울즈 (2012)
- 엑소더스 폴 (2010)
- 본즈 (2010)
- 매너페스트 데스터니 (2008)
- 플라이보이스 (2008)
- 점퍼 (2008)
- 컴퍼니 맨 (2007)
- 아미티빌 호러 (2005)
- 나비 효과 (2004)
- 피어 오브 더 다크 (2002)
- 슬랩 허, 쉬즈 프렌치 (2002)
- 진주만 (2001)
- 지금은 통화중 (2000)
- 플란다스의 개 (1999)
- 병 속에 담긴 편지 (1999)
- 퍼피스 포 세일 (1998)
- 갓 앤 몬스터 (1998)
- 진저브레드 맨 (1998)
- 이보다 더 좋을 순 없다 (1997)